# Olga Zaïtseva (biathlon)
Pour les articles homonymes, voir Olga Zaïtseva.
Olga Alekseïevna Zaïtseva (en russe : Ольга Алексеевна Зайцева), née le 16 mai 1978 à Moscou, est une biathlète russe, double championne olympique de relais et championne du monde de la mass start en 2009. Elle remporte aussi la médaille d'argent de la mass start aux Jeux olympiques d'hiver de 2010.

## Biographie
Elle a débuté en Coupe du monde en 2000. Elle remporte sa première victoire (aussi son premier podium) en décembre 2002 au sprint d'Östersund, où elle gagne aussi l'individuel et au total treize victoires individuelles durant sa carrière. Elle connaît sa saison la plus prolifique en 2004-2005, gagnant notamment à l'étape prestigieuse d'Holmenkollen, à Östersund et en Russie à Khanty-Mansiïsk, sur la mass start, qui contribue à son gain du classement de la spécialité, synonyme de son seul globe de cristal dans sa carrière. Elle prend la quatrième position au classement général cet hiver. Aux Championnats du monde 2005, elle figure sur ses premiers podiums en compétition majeure, s'octroyant la médaille d'argent lors du sprint, celle de bronze lors de la poursuite et celle d'or avec le relais. Pour la troisième année consécutive, elle gagne une course à l'étape d'ouverture de la Coupe du monde à Östersund, s'imposant pour la première fois sur une poursuite. Plus tard dans l'hiver, elle remporte le titre olympique du relais avec Anna Bogali-Titovets, Svetlana Ishmouratova et Albina Akhatova.
Sans victoire depuis trois ans, elle remporte son plus grand titre en devenant championne du monde en mass start (départ en masse) en 2009, où elle récolte deux nouvelles médailles de bronze sur des épreuves individuelles et son deuxième titre mondial en relais. Aux Jeux olympiques d'hiver de 2010, elle conserve son titre au relais et remporte la médaille d'argent à la mass start, derrière la star Magdalena Neuner qui la dépasse dans le dernier tour. Lors des années suivantes, elle continue de gagner des courses en Coupe du monde, l'individuel à Ruhpolding en 2011, puis le doublé sprint-poursuite à Hochfilzen en fin d'année avant une victoire en sprint à Nove Mesto. Sa dernière victoire intervient à Oberhof en janvier 2013. Elle fera partie de l'équipe de relais qui terminera deuxième aux Jeux de Sotchi, en 2014, avant sa disqualification, en 2021, pour dopage.
Elle prend sa retraite sportive en octobre 2014 puis se voit proposer la direction du biathlon féminin russe au début de l'année 2015.
Le 1er décembre 2017, elle est disqualifiée des Jeux olympiques d'hiver de 2014 à la suite d'un test de dopage positif. Elle est également bannie à vie des compétitions olympiques. Elle fait appel, sans succès, de ces décisions auprès du Tribunal arbitral du sport.
Le 3 décembre 2021, la Biathlon Integrity Unit annonce la disqualification d'Olga Zaïtseva de toute compétition disputée à partir des Jeux olympiques de 2014 jusqu'à la fin de sa carrière à l'automne suivant. Le classement général de la coupe du monde 2013-2014 sera modifié de ce fait, Tora Berger devançant Kaisa Mäkäränen, qui sera toutefois classée 1re ex æquo.

## Palmarès

### Jeux olympiques
| Épreuve / Édition                         | Individuel | Sprint  | Poursuite | Départ en masse                    | Relais                         | Relais mixte                     |
| Jeux olympiques d'hiver de 2006 Turin     | —          | 9e      | 19e       | 15e                                | Médaille d'or, Jeux olympiques | Épreuve inexistante à cette date |
| Jeux olympiques d'hiver de 2010 Vancouver | 26e        | 7e      | 7e        | Médaille d'argent, Jeux olympiques | Médaille d'or, Jeux olympiques | Épreuve inexistante à cette date |
| Jeux olympiques 2014 Sotchi               | 15e DSQ    | 30e DSQ | 11e DSQ   | 24e DSQ                            | 2e DSQ                         | 4e DSQ                           |

Légende :
- : première place, médaille d'or
- : deuxième place, médaille d'argent
- : troisième place, médaille de bronze
- : pas d'épreuve
- — : Non disputée par Zaïtseva
- DSQ : disqualifiée

### Championnats du monde
| Mondiaux \ Épreuve   | Individuel                   | Sprint                       | Poursuite                    | Départ en masse              | Relais                       | Relais mixte                     |
| 2003 Khanty-Mansiïsk | 32e                          | —                            | —                            | —                            | —                            | Épreuve inexistante à cette date |
| 2004 Oberhof         | 49e                          | —                            | —                            | 20e                          | —                            | Épreuve inexistante à cette date |
| 2005 Hochfilzen      | —                            | Médaille d'argent, monde     | Médaille de bronze, monde    | 17e                          | Médaille d'or, monde         | —                                |
| 2006 Pokljuka        | Jeux olympiques de Turin     | Jeux olympiques de Turin     | Jeux olympiques de Turin     | Jeux olympiques de Turin     | Jeux olympiques de Turin     | Médaille d'argent, monde         |
| 2009 Pyeongchang     | 14e                          | Médaille de bronze, monde    | Médaille de bronze, monde    | Médaille d'or, monde         | Médaille d'or, monde         | 5e                               |
| 2010 Khanty-Mansiïsk | Jeux olympiques de Vancouver | Jeux olympiques de Vancouver | Jeux olympiques de Vancouver | Jeux olympiques de Vancouver | Jeux olympiques de Vancouver | 4e                               |
| 2011 Khanty-Mansiïsk | —                            | 4e                           | 12e                          | 6e                           | 8e                           | 6e                               |
| 2012 Ruhpolding      | 6e                           | 16e                          | 7e                           | DSQ                          | 7e                           | 5e                               |
| 2013 Nove Mesto      | 6e                           | 4e                           | 4e                           | 5e                           | 4e                           | 6e                               |

Légende :
- : première place, médaille d'or.
- : deuxième place, médaille d'argent.
- : troisième place, médaille de bronze.
- — : pas de participation à l'épreuve.
- : épreuve inexistante lors de cette édition.
- DSQ : disqualifiée.

### Coupe du monde

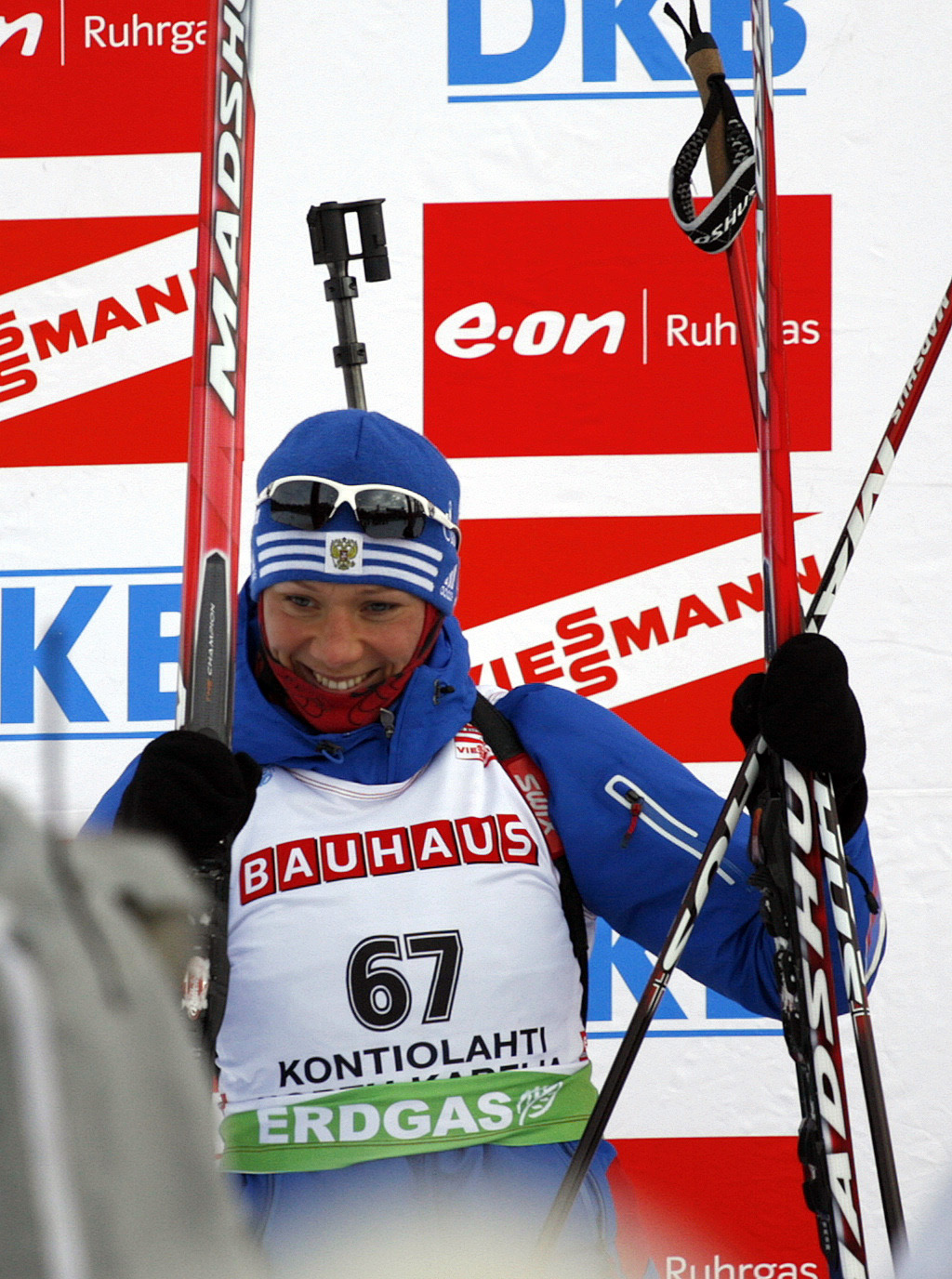
Olga Zaïtseva à Kontiolahti en 2010.

- Meilleur classement général : 4e en 2005.
- Vainqueur d'un petit globe de cristal en 2005 (départ en masse).
  - Podiums (inclus les Jeux olympiques et les Championnats du monde) :
- 42 podiums individuels : 13 victoires, 14 deuxièmes places et 15 troisièmes places.
- 27 podiums en relais : 15 victoires, 8 deuxièmes places et 4 troisièmes places.

#### Classements en Coupe du monde
| Saison    | Classement général final | Individuel | Sprint | Poursuite | Mass start |
| 2001-2002 | 42e                      | nc         | 43e    | 36e       | 31e        |
| 2002-2003 | 19e                      | 14e        | 23e    | 12e       | 39e        |
| 2003-2004 | 10e                      | 30e        | 11e    | 9e        | 17e        |
| 2004-2005 | 4e                       | 36e        | 3e     | 3e        | 1re        |
| 2005-2006 | 15e                      | 6e         | 15e    | 14e       | 14e        |
| 2008-2009 | 6e                       | 5e         | 7e     | 7e        | 4e         |
| 2009-2010 | 8e                       | 25e        | 7e     | 3e        | 5e         |
| 2010-2011 | 12e                      | 3e         | 13e    | 17e       | 11e        |
| 2011-2012 | 6e                       | 6e         | 5e     | 5e        | 17e        |
| 2012-2013 | 11e                      | 4e         | 13e    | 9e        | 10e        |
| 2013-2014 | 12e 37e                  | 28e 27e    | 8e 36e | 16e 40e   | 7e nc      |

#### Détail des victoires individuelles
| Saison / Épreuve | Individuel | Sprint                          | Poursuite  | Mass start                | Total |
| 2002-2003        | Östersund  | Östersund                       |            |                           | 2     |
| 2004-2005        |            | Oslo-Holmenkollen               | Östersund  | Khanty-Mansiïsk           | 3     |
| 2005-2006        |            |                                 | Östersund  |                           | 1     |
| 2008-2009        |            | Trondheim                       |            | Pyeongchang (Ch du monde) | 2     |
| 2010-2011        | Ruhpolding |                                 |            |                           | 1     |
| 2011-2012        |            | Hochfilzen Nové Město na Moravě | Hochfilzen |                           | 3     |
| 2012-2013        |            |                                 | Oberhof    |                           | 1     |
| Total            | 2          | 5                               | 4          | 2                         | 13    |

### Championnats d'Europe
- Médaille d'argent du relais en 2001.

### Championnats du monde de biathlon d'été
- Médaille d'or du sprint et du relais mixte en 2012.
- Médaille d'argent de la poursuite en 2012.

### Championnats du monde junior
- Médaillée de bronze de l'individuel en 1998.